# Samsung Galaxy S23
Samsung Galaxy S23 là điện thoại thông minh chạy hệ điều hành Android thuộc dòng Galaxy S series được thiết kế, sản xuất và bán ra bởi Samsung Electronics. Ra mắt tại sự kiện Galaxy Unpacked của Samsung vào ngày 2 tháng 2 năm 2023, dòng điện thoại này là sự kế thừa của Galaxy S22 series. Ngoài bộ ba Galaxy S23, tại sự kiện Galaxy Unpacked lần này Samsung cũng giới thiệu dòng máy tính xách tay Galaxy Book3 series mới.

## Thiết kế

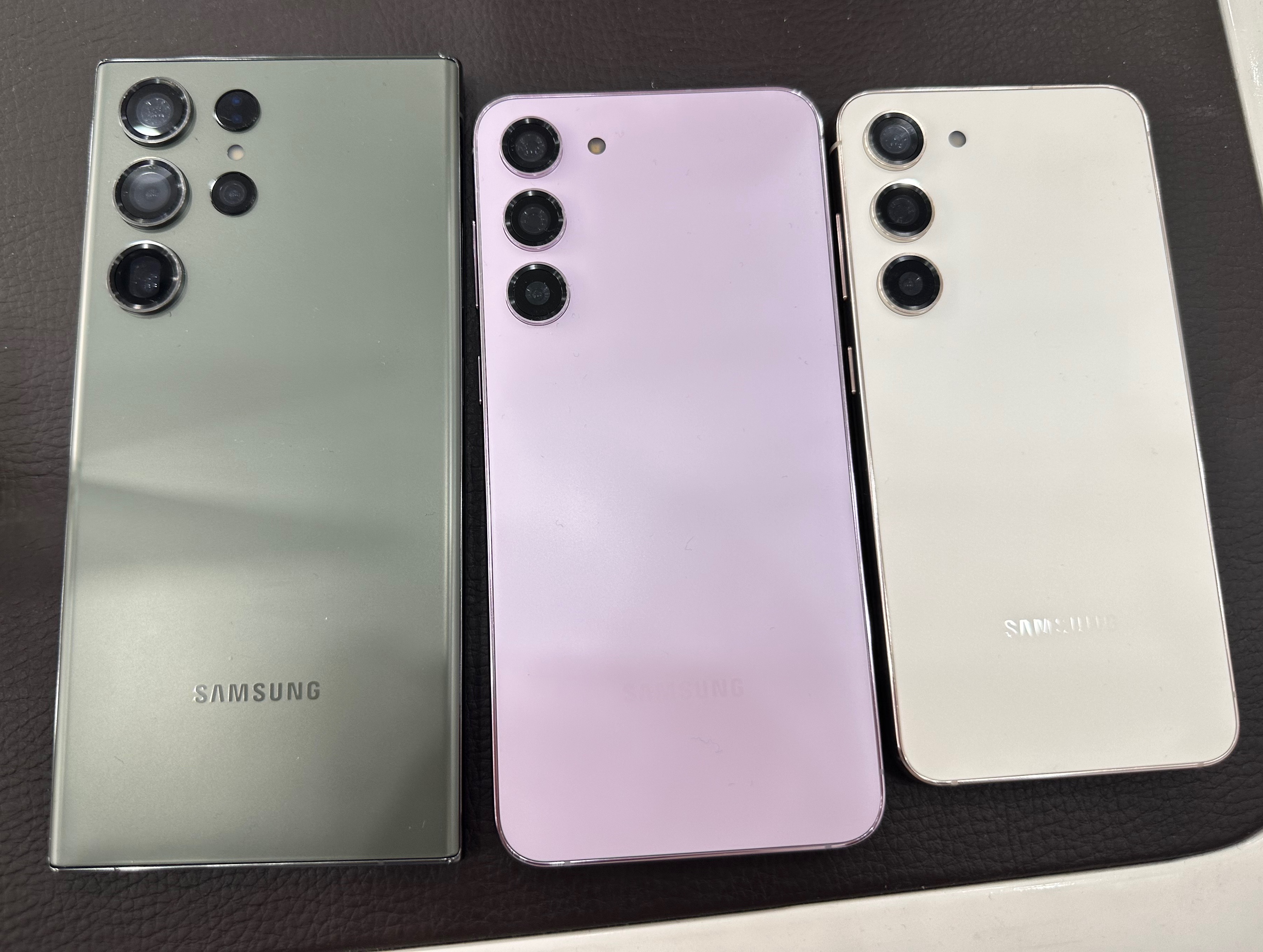
Mặt lưng của Samsung Galaxy S23 (phải), S23+ (giữa), S23 Ultra (trái)

Samsung Galaxy S23, S23+ hiện có sáu màu: Đen Phantom, Kem Cotton, Xanh Botanic, Tím Lilac, Xám Graphite and Xanh Lime. Và Samsung Galaxy S23 Ultra hiện có tám màu: Xanh Sky Blue, Đỏ Lychee và bao gồm cả sáu màu của hai bản S23 và S23+.
Xám Graphite, Xanh Lime, Xanh Sky Blue và Đỏ Lychee là màu độc quyền trên trang web của Samsung.
| Galaxy S23 | Galaxy S23            | Galaxy S23              | Galaxy S23               | Galaxy S23+ | Galaxy S23+   | Galaxy S23+    | Galaxy S23+              | Galaxy S23 Ultra | Galaxy S23 Ultra           | Galaxy S23 Ultra            | Galaxy S23 Ultra         |
| Màu        | Tên gốc               | Tên tiếng Việt          | Độc quyền mua trực tuyến | Màu         | Tên gốc       | Tên tiếng Việt | Độc quyền mua trực tuyến | Màu              | Tên gốc                    | Tên tiếng Việt              | Độc quyền mua trực tuyến |
|            | Phantom Black         | Đen Phantom             | No                       |             | Phantom Black | Đen Phantom    | No                       |                  | Phantom Black              | Đen Phantom                 | No                       |
|            | Cream                 | Kem Cotton              | No                       |             | Cream         | Kem Cotton     | No                       |                  | Cream                      | Kem Cotton                  | No                       |
|            | Green                 | Xanh Botanic            | No                       |             | Green         | Xanh Botanic   | No                       |                  | Green                      | Xanh Botanic                | No                       |
|            | Lavender              | Tím Lilac               | No                       |             | Lavender      | Tím Lilac      | No                       |                  | Lavender                   | Tím Lilac                   | No                       |
|            | Graphite              | Xám Graphite            | Yes                      |             | Graphite      | Xám Graphite   | Yes                      |                  | Graphite with Black frame  | Xám Graphite với khung Đen  | Yes                      |
|            | Lime                  | Xanh Lime               | Yes                      |             | Lime          | Xanh Lime      | Yes                      |                  | Lime with Black frame      | Xanh Lime với khung Đen     | Yes                      |
|            |                       |                         |                          |             |               |                |                          |                  | Sky Blue with Silver frame | Xanh Sky Blue với khung Bạc | Yes                      |
|            | Red with Silver frame | Đỏ Lychee với khung Bạc | Yes                      |             |               |                |                          |                  |                            |                             |                          |

## Thông số kỹ thuật

### Phần cứng

#### Chipset
Samsung đã loại bỏ hoàn toàn biến thể Exynos cho Galaxy S23, S23+, S23 Ultra và chỉ sử dụng duy nhất biến thể Qualcomm Snapdragon 8 Gen 2 cho Galaxy trên phạm vi toàn cầu. Qualcomm Snapdragon 8 Gen 2 dành cho Galaxy bao gồm CPU Octa-Core và GPU Adreno 740 với modem Qualcomm X70 để kết nối. Qualcomm Snapdragon 8 Gen 2 cho Galaxy là phiên bản đặc biệt của Snapdragon 8 Gen 2 được phát triển riêng cho Samsung. Sự khác biệt giữa phiên bản Snapdragon thông thường so với phiên bản Samsung là phiên bản Samsung có lõi Cortex-X3 được ép xung ở tốc độ 3,36 Ghz thay vì 3,20 Ghz và GPU Adreno 740 đã được ép xung lên 719 Mhz thay vì 680 Mhz.

#### Màn hình
Dòng S23 có màn hình "Dynamic AMOLED 2X" hỗ trợ HDR10+ và công nghệ "ánh xạ tông màu động". Tất cả các kiểu máy đều sử dụng cảm biến vân tay siêu âm trong màn hình thế hệ thứ hai.
| Phiên bản | Kích thước      | Tỷ lệ màn hình | Tốc độ làm tuơi tối đa | Vùng làm tuơi   | Hình dạng |
| --------- | --------------- | -------------- | ---------------------- | --------------- | --------- |
| S23       | 6,1 in (155 mm) | 2340×1080      | 120 Hz                 | 48 Hz to 120 Hz | Phẳng     |
| S23+      | 6,6 in (168 mm) | 2340×1080      | 120 Hz                 | 48 Hz to 120 Hz | Phẳng     |
| S23 Ultra | 6,8 in (173 mm) | 3088×1440      | 120 Hz                 | 1 Hz to 120 Hz  | Cạnh cong |

#### Camera
| Model                                    | Model    | Galaxy S23 & S23+                                            | Galaxy S23 Ultra                                             |
| ---------------------------------------- | -------- | ------------------------------------------------------------ | ------------------------------------------------------------ |
| Góc rộng (Wide)                          | Thông số | 50 MP, f/1.8, 24 mm, 1/1.56", Dual Pixel PDAF, OIS           | 200 MP, f/1.7, 24 mm, 1/1.3", PDAF, Laser AF, OIS            |
| Góc rộng (Wide)                          | Cảm biến | Samsung S5KGN3                                               | Samsung S5KHP2                                               |
| Góc siêu rộng (Ultra Wide)               | Thông số | 12 MP, f/2.2, 13 mm, 1/2.55", Dual Pixel PDAF trên S23 Ultra | 12 MP, f/2.2, 13 mm, 1/2.55", Dual Pixel PDAF trên S23 Ultra |
| Góc siêu rộng (Ultra Wide)               | Cảm biến | Sony IMX564                                                  | Sony IMX564                                                  |
| Telephoto                                | Thông số | 10 MP, f/2.4, 70 mm, 1/3.94", PDAF, OIS                      | 10 MP, f/2.4, 70 mm, 1/3.52", Dual Pixel PDAF, OIS           |
| Telephoto                                | Cảm biến | Samsung S5K3K1                                               | Sony IMX754                                                  |
| Ống kính tiềm vọng (Periscope Telephoto) | Thông số | -                                                            | 10 MP, f/4.9, 240 mm, 1/3.52", Dual Pixel PDAF, OIS          |
| Ống kính tiềm vọng (Periscope Telephoto) | Cảm biến | -                                                            | Sony IMX754                                                  |
| Selfie                                   | Thông số | 12 MP, f/2.2, 26 mm, 1/3.24", PDAF                           | 12 MP, f/2.2, 26 mm, 1/3.24", PDAF                           |
| Selfie                                   | Cảm biến | Samsung S5K3LU                                               | Samsung S5K3LU                                               |

S23 và S23+ có cảm biến góc rộng 50 MP, cảm biến chụp xa 10 MP và cảm biến góc siêu rộng 12 MP. S23 Ultra có cảm biến góc rộng 200 MP, hai cảm biến tele 10 MP và cảm biến góc siêu rộng 12 MP. Camera trước sử dụng cảm biến 12 MP trên cả ba model.

#### Kết nối
Samsung Galaxy S23, S23+ và S23 Ultra hỗ trợ mạng di động 5G SA/NSA/Sub6, Wi-Fi 6E và Bluetooth 5.3.

#### Bộ nhớ
| Model      | Galaxy S23 | Galaxy S23 | Galaxy S23+ | Galaxy S23+ | Galaxy S23 Ultra | Galaxy S23 Ultra |
| Model      | RAM        | Bộ nhớ     | RAM         | Bộ nhớ      | RAM              | Bộ nhớ           |
| ---------- | ---------- | ---------- | ----------- | ----------- | ---------------- | ---------------- |
| Biến thể 1 | 8 GB       | 128 GB     | -           | -           | 8 GB             | 256 GB           |
| Biến thể 2 | 8 GB       | 256 GB     | 8 GB        | 256 GB      | 12 GB            | 256 GB           |
| Biến thể 3 | 8 GB       | 512 GB     | 8 GB        | 512 GB      | 12 GB            | 512 GB           |
| Biến thể 4 | -          | -          | -           | -           | 12 GB            | 1 TB             |

Samsung Galaxy S23 cung cấp RAM 8 GB RAM và các tùy chọn bộ nhớ trong 128 GB, 256 GB và 512 GB. Samsung Galaxy S23+ cung cấp RAM 8 GB và các tùy chọn bộ nhớ trong 256 GB và 512 GB. Samsung Galaxy S23 Ultra có RAM 8 GB và RAM 12 GB, các tùy chọn bộ nhớ trong 256 GB, 512 GB và 1 TB.
Phiên bản 128 GB của Galaxy S23 sử dụng định dạng lưu trữ UFS 3.1 cũ hơn, trong khi các phiên bản có 256 GB trở lên sử dụng UFS 4.0 mới hơn, nhanh hơn và hiệu quả hơn.

#### Pin
S23, S23+ và S23 Ultra lần lượt chứa pin Li-Po 3.900 mAh, 4.700 mAh và 5000 mAh không thể tháo rời. S23 hỗ trợ sạc có dây qua USB-C với công suất tối đa 25W (sử dụng USB Power Delivery) trong khi S23+ và S23 Ultra có sạc nhanh 45W. Cả ba đều có sạc không dây chuẩn Qi lên đến 15 W. Các điện thoại cũng có khả năng sạc các thiết bị tương thích Qi khác từ nguồn pin của chính S23, được gọi là "Wireless PowerShare", lên đến 4,5 W.

### Phần mềm
Samsung Galaxy S23 được phát hành cùng với Android 13 và phần mềm One UI 5.1 của Samsung. Samsung Knox được bao gồm để tăng cường bảo mật thiết bị và có một phiên bản riêng dành cho doanh nghiệp sử dụng. Samsung đã hứa sẽ cung cấp các bản cập nhật hệ điều hành Android trong 4 năm và thêm 1 năm cập nhật bảo mật cho tổng số bản cập nhật có giá trị trong 5 năm.